# Latino di Carlo Orsini
Latino Orsini (Roma, 1411 – Roma, 11 agosto 1477) è stato un cardinale italiano della Chiesa cattolica, nominato da papa Niccolò V.

## Biografia
Era figlio di Carlo Orsini capostipite del ramo di Bracciano e di Paola Gironima, forse una Orsini del ramo di Tagliacozzo. Era nipote del cardinale Giordano Orsini.
Si laureò in utroque jure. Nel 1438 divenne vescovo di Conza e un anno dopo arcivescovo di Trani. Papa Niccolò V lo elevò a cardinale presbitero il 4 dicembre 1448, assegnandogli il titolo dei Santi Giovanni e Paolo. Nel 1450 divenne arcivescovo di Urbino, rimanendo in carica fino al 1452. Ricevette anche la commenda dell'Abbazia di Farfa, alla quale rinunciò nel 1477 in favore del nipote Cosma Orsini, così come, nel medesimo anno, rinunciò alla commenda del Monastero benedettino di San Salvatore Maggiore presso Rieti in favore dell'altro nipote Giovanni Battista Orsini. Nel frattempo divenne anche amministratore apostolico dell'arcidiocesi di Bari e Canosa, carica che mantenne fino al 1472. Durante le guerre contro gli Ottomani fu nominato membro della commissione per la flotta papale (dicembre 1455). Sotto il pontificato di Pio II divenne legato papale a latere per ricevere il giuramento del re di Napoli Ferdinando I, incoronato il 4 febbraio 1459 a Barletta.
Nel 1463 fu nominato arciprete della Basilica di San Giovanni in Laterano, carica che tenne fino alla morte.
Lasciato il titolo cardinalizio dei Santi Giovanni e Paolo, fu nominato cardinale vescovo di Albano dal 1465 al 1468 e quindi cardinale vescovo di Frascati dal 1468 al 1477. Dal 1468 al 1472 fu anche amministratore apostolico della diocesi di Polignano.
Esponente di primo piano della fazione guelfa tradizionalmente rappresentata a Roma dalla propria famiglia, partecipò attivamente ai conclavi del 1455 e del 1458 per evitare di far convergere i voti sul suo avversario Prospero Colonna, contribuendo all'elezione di Callisto III e Pio II. Durante il conclave del 1471 non riuscendo a far convergere la maggioranza dei voti sulla sua candidatura, indirizzò i propri consensi su Francesco Della Rovere che uscito eletto prese il nome di Sisto IV, da cui in riconoscimento del suo appoggio ebbe la prestigiosa nomina di camerlengo (1471) e nel 1472 fu nominato arcivescovo di Taranto; rimanendo fedele consigliere e arbitro di gran parte degli affari curiali del pontefice, fino alla morte avvenuta dopo quasi trenta anni di cardinalato nella sua residenza di Monte Giordano, dove lo stesso Sisto IV si era recato con parte del Sacro Collegio a visitarlo tenendovi Concistoro. Fu sepolto nella chiesa del convento di San Salvatore in Lauro a Roma che lui aveva fatto edificare.

Grazie al matrimonio della nipote Clarice, figlia della sorella Maddalena, andata in sposa a Lorenzo de' Medici (1468-1469), questi ultimi poterono ottenere con l'inizio del pontificato di Sisto IV, l'amministrazione delle decime papali e le due famiglie Orsini e Medici, strinsero un'alleanza famigliare destinata a durare nei secoli successivi.
Avuti in eredità dal padre i feudi di Mentana, Selci e Palombara, in gioventù aveva avuto un figlio, Paolo, legittimato in punto di morte con il consenso di Sisto IV a succedere nel patrimonio del padre e al comando di milizie pontificie durante i pontificati di Sisto IV e Innocenzo VIII; è il medesimo Pagolo strangolato nel gennaio 1503 a Città della Pieve nella strage di Senigallia, per ordine di Cesare Borgia, da cui discese il ramo degli Orsini di Mentana e di Amatrice.

## Conclavi
Latino Orsini partecipò come cardinale a quattro conclavi:
- conclave del 1455, quando fu eletto Callisto III
- conclave del 1458, quando fu eletto Pio II
- conclave del 1464, quando fu eletto Paolo II
- conclave del 1471, quando fu eletto Sisto IV

## Ascendenza
|                                        |                                |                                                             | Genitori                                   |  |  | Nonni |  |  | Bisnonni                                 |  |  | Trisnonni                                                         |  |
|                                        |                                |                                                             |                                            |  |  |       |  |  | Francesco Orsini, IV signore di Vicovaro |  |  | Giacomo Orsini, II conte di Tagliacozzo e III signore di Vicovaro |  |
|                                        |                                |                                                             |                                            |  |  |       |  |  | Francesco Orsini, IV signore di Vicovaro |  |  | Giacomo Orsini, II conte di Tagliacozzo e III signore di Vicovaro |  |
|                                        |                                | Matteuccia Orsini di Montegiordano                          |                                            |  |  |       |  |  | Francesco Orsini, IV signore di Vicovaro |  |  |                                                                   |  |
| Giovanni Orsini, V signore di Vicovaro |                                |                                                             |                                            |  |  |       |  |  | Francesco Orsini, IV signore di Vicovaro |  |  |                                                                   |  |
|                                        |                                | Giovanna Caracciolo                                         | …                                          |  |  |       |  |  |                                          |  |  |                                                                   |  |
|                                        |                                | Giovanna Caracciolo                                         | …                                          |  |  |       |  |  |                                          |  |  |                                                                   |  |
|                                        |                                | Giovanna Caracciolo                                         | …                                          |  |  |       |  |  |                                          |  |  |                                                                   |  |
| Carlo Orsini, I signore di Bracciano   |                                | Giovanna Caracciolo                                         |                                            |  |  |       |  |  |                                          |  |  |                                                                   |  |
|                                        |                                | Nicola Spinelli, I conte di Gioia                           | Giovanni Spinelli                          |  |  |       |  |  |                                          |  |  |                                                                   |  |
|                                        |                                | Nicola Spinelli, I conte di Gioia                           | Giovanni Spinelli                          |  |  |       |  |  |                                          |  |  |                                                                   |  |
|                                        |                                | Nicola Spinelli, I conte di Gioia                           | …                                          |  |  |       |  |  |                                          |  |  |                                                                   |  |
| Bartolomea Spinelli                    |                                | Nicola Spinelli, I conte di Gioia                           |                                            |  |  |       |  |  |                                          |  |  |                                                                   |  |
|                                        |                                | Simona della Marra                                          | Niccolò della Marra, I signore di Barletta |  |  |       |  |  |                                          |  |  |                                                                   |  |
|                                        |                                | Simona della Marra                                          | Niccolò della Marra, I signore di Barletta |  |  |       |  |  |                                          |  |  |                                                                   |  |
|                                        |                                | Simona della Marra                                          | Alferana Capitignano                       |  |  |       |  |  |                                          |  |  |                                                                   |  |
| Latino Orsini                          |                                | Simona della Marra                                          |                                            |  |  |       |  |  |                                          |  |  |                                                                   |  |
|                                        | Giovanni Orsini di Tagliacozzo | Orso Orsini, III conte di Tagliacozzo                       |                                            |  |  |       |  |  |                                          |  |  |                                                                   |  |
|                                        | Giovanni Orsini di Tagliacozzo | Orso Orsini, III conte di Tagliacozzo                       |                                            |  |  |       |  |  |                                          |  |  |                                                                   |  |
|                                        | Giovanni Orsini di Tagliacozzo | Isabella Savelli                                            |                                            |  |  |       |  |  |                                          |  |  |                                                                   |  |
| Giacomo Orsini, V conte di Tagliacozzo | Giovanni Orsini di Tagliacozzo |                                                             |                                            |  |  |       |  |  |                                          |  |  |                                                                   |  |
|                                        |                                | Nicoletta Orsini di Pitigliano                              | Gentile Orsini di Pitigliano               |  |  |       |  |  |                                          |  |  |                                                                   |  |
|                                        |                                | Nicoletta Orsini di Pitigliano                              | Gentile Orsini di Pitigliano               |  |  |       |  |  |                                          |  |  |                                                                   |  |
|                                        |                                | Nicoletta Orsini di Pitigliano                              | Gentile da Varano                          |  |  |       |  |  |                                          |  |  |                                                                   |  |
| Paola Gironima Orsini di Tagliacozzo   |                                | Nicoletta Orsini di Pitigliano                              |                                            |  |  |       |  |  |                                          |  |  |                                                                   |  |
|                                        |                                | Giacomo da Marzano, I duca di Sessa e IV conte di Squillace | Roberto Marzano, III conte di Squillace    |  |  |       |  |  |                                          |  |  |                                                                   |  |
|                                        |                                | Giacomo da Marzano, I duca di Sessa e IV conte di Squillace | Roberto Marzano, III conte di Squillace    |  |  |       |  |  |                                          |  |  |                                                                   |  |
|                                        |                                | Giacomo da Marzano, I duca di Sessa e IV conte di Squillace | …                                          |  |  |       |  |  |                                          |  |  |                                                                   |  |
| Isabella da Marzano                    |                                | Giacomo da Marzano, I duca di Sessa e IV conte di Squillace |                                            |  |  |       |  |  |                                          |  |  |                                                                   |  |
|                                        |                                | Caterina Sanseverino                                        | Ruggero Sanseverino, I conte di Mileto     |  |  |       |  |  |                                          |  |  |                                                                   |  |
|                                        |                                | Caterina Sanseverino                                        | Ruggero Sanseverino, I conte di Mileto     |  |  |       |  |  |                                          |  |  |                                                                   |  |
|                                        |                                | Caterina Sanseverino                                        | Giovanna d'Aquino                          |  |  |       |  |  |                                          |  |  |                                                                   |  |
|                                        |                                | Caterina Sanseverino                                        |                                            |  |  |       |  |  |                                          |  |  |                                                                   |  |